# سهيلة عبد جعفر
سهيلة عبد جعفر هي محامية عراقية وناشطة في مجال حقوق الإنسان. ولدت في بغداد عام 1964، عينت وزيرة للهجرة والمهجرين في الحكومة العراقية الانتقالية التي رآسها إبراهيم الجعفري سنتي 2005 و2006.
نجت في فبراير / شباط 2006 من هجوم بسيارة مفخخة.

## الخلفية
تعود أصول سهيلة عبد الجعفر إلى الكرد الفيلي الكردية الشيعية. درست في جامعة بغداد، وحصلت حصلت على شهادتيها في القانون والسياسة في عام 1987.

## السيرة
بعد تخرجها، اضطلعت سهيلة عبد جعفر في القانون، كما شاركت في أنشطة حقوقية. اشتغلت محامية في القطاعين الحكومي والخاص. وفي مايو 2005، تم عينت وزيرة للهجرة والمهجرين في الحكومة العراقية الانتقالية. وقد خلفها عبد الصمد سلطان، وهو من نفس إثنيتها.
بينما كانت تتجول شرق بغداد في شباط 2006، تعرض موكبها لانفجار وأصيب ثلاثة من حراسها الشخصيين.